# Giro Rosa 2016
Il Giro Rosa 2016, ventisettesima edizione del Giro d'Italia femminile e valido come undicesima prova del Women's World Tour 2016, si è svolto tra il 1º e il 10 luglio 2016 su un percorso di 857,8 km suddivisi in nove tappe più un prologo. È stato vinto dalla statunitense Megan Guarnier, davanti alla connazionale Evelyn Stevens e all'olandese Anna van der Breggen, con il tempo di 22h42'40".

## Percorso
Il percorso misura 857,8 chilometri, ed è suddiviso in nove tappe precedute da un prologo iniziale. La corsa parte da Gaiarine, in Provincia di Treviso, per concludersi a Verbania. Due sono le prove a cronometro, il prologo e la settima tappa, da Albisola a Varazze.

## Tappe
| Tappa  | Data      | Percorso                               | km    | Vincitrice di tappa | Leader cl. generale |
| ------ | --------- | -------------------------------------- | ----- | ------------------- | ------------------- |
| Prol.  | 1º luglio | Gaiarine (cron. individuale)           | 2     | Leah Kirchmann      | Leah Kirchmann      |
| 1ª     | 2 luglio  | Gaiarine > San Fior                    | 104   | Giorgia Bronzini    | Megan Guarnier      |
| 2ª     | 3 luglio  | Tarcento > Montenars                   | 111,1 | Evelyn Stevens      | Evelyn Stevens      |
| 3ª     | 4 luglio  | Montagnana > Lendinara                 | 120   | Chloe Hosking       | Evelyn Stevens      |
| 4ª     | 5 luglio  | Costa Volpino > Lovere                 | 98,55 | Tiffany Cromwell    | Evelyn Stevens      |
| 5ª     | 6 luglio  | Grosio > Tirano                        | 77,5  | Mara Abbott         | Mara Abbott         |
| 6ª     | 7 luglio  | Andora > Alassio                       | 118,6 | Evelyn Stevens      | Megan Guarnier      |
| 7ª     | 8 luglio  | Albisola > Varazze (cron. individuale) | 21,9  | Evelyn Stevens      | Megan Guarnier      |
| 8ª     | 9 luglio  | Rescaldina > Legnano                   | 99,35 | Giorgia Bronzini    | Megan Guarnier      |
| 9ª     | 10 luglio | Verbania > Verbania                    | 104,8 | Thalita de Jong     | Megan Guarnier      |
| Totale | Totale    | Totale                                 | 857,8 |                     |                     |

## Squadre e corridori partecipanti
Partecipano alla competizione 23 squadre per un totale di 138 cicliste iscritte
| N.      | Cod. | Squadra                     |
| ------- | ---- | --------------------------- |
| 1-6     | RBW  | Rabo-Liv Women Cycling Team |
| 11-16   | LPR  | Canyon-SRAM Racing          |
| 21-26   | VAI  | Aromitalia-Vaiano           |
| 31-36   | ASA  | Astana Women's Team         |
| 41-46   | BEP  | BePink                      |
| 51-56   | BDP  | Bizkaia-Durango             |
| 61-66   | BTC  | BTC City Ljubljana          |
| 71-76   | ALE  | ALÉ-Cipollini               |
| 81-86   | CPC  | Cylance Pro Cycling         |
| 91-96   | HBS  | Hagens Berman-Supermint     |
| 101-106 | HPU  | Hitec Products              |
| 111-116 | DLT  | Boels-Dolmans Cycling Team  |

| N.      | Cod. | Squadra                         |
| ------- | ---- | ------------------------------- |
| 121-126 | ISG  | Inpa-Bianchi                    |
| 131-136 | LZE  | Lensworld-Zannata               |
| 141-146 | LTK  | Lointek                         |
| 151-156 | LBL  | Lotto-Soudal Ladies             |
| 161-166 | FUT  | Poitou-Charentes.Futuroscope.86 |
| 171-176 | MIC  | SC Michela Fanini               |
| 181-186 | SEF  | Servetto-Footon                 |
| 191-196 | TLP  | Team Liv-Plantur                |
| 201-206 | TOG  | Top Girls Fassa Bortolo         |
| 211-216 | WHT  | Wiggle-High5                    |
| 221-226 | XSL  | Xirayas de San Luis             |

## Dettagli delle tappe

### Prologo
- 1º luglio: Gaiarine – 2 km

Risultati
| Pos. | Corridore            | Squadra     | Tempo |
| ---- | -------------------- | ----------- | ----- |
| 1    | Leah Kirchmann       | Liv-Plantur | 2'23" |
| 2    | Thalita de Jong      | Rabo-Liv    | a 1"  |
| 3    | Anna van der Breggen | Rabo-Liv    | s.t.  |

| Pos. | Corridore            | Squadra     | Tempo |
| ---- | -------------------- | ----------- | ----- |
| 1    | Leah Kirchmann       | Liv-Plantur | 2'23" |
| 2    | Thalita de Jong      | Rabo-Liv    | a 1"  |
| 3    | Anna van der Breggen | Rabo-Liv    | s.t.  |

### 1ª tappa
- 2 luglio: Gaiarine > San Fior  – 104 km

Risultati
| Pos. | Corridore        | Squadra    | Tempo    |
| ---- | ---------------- | ---------- | -------- |
| 1    | Giorgia Bronzini | Wiggle     | 2h38'22" |
| 2    | Megan Guarnier   | Boels      | s.t.     |
| 3    | Rasa Leleivytė   | Aromitalia | s.t.     |

| Pos. | Corridore            | Squadra  | Tempo    |
| ---- | -------------------- | -------- | -------- |
| 1    | Megan Guarnier       | Boels    | 2h40'42" |
| 2    | Katarzyna Niewiadoma | Rabo-Liv | a 8"     |
| 3    | Giorgia Bronzini     | Wiggle   | s.t.     |

### 2ª tappa
- 3 luglio: Tarcento > Montenars – 111,1 km

Risultati
| Pos. | Corridore            | Squadra  | Tempo    |
| ---- | -------------------- | -------- | -------- |
| 1    | Evelyn Stevens       | Boels    | 2h48'26" |
| 2    | Elisa Longo Borghini | Wiggle   | s.t.     |
| 3    | Katarzyna Niewiadoma | Rabo-Liv | a 2"     |

| Pos. | Corridore            | Squadra  | Tempo    |
| ---- | -------------------- | -------- | -------- |
| 1    | Evelyn Stevens       | Boels    | 5h29'12" |
| 2    | Katarzyna Niewiadoma | Rabo-Liv | a 2"     |
| 3    | Megan Guarnier       | Boels    | a 18"    |

### 3ª tappa
- 4 luglio: Montagnana > Lendinara – 120 km

Risultati
| Pos. | Corridore         | Squadra | Tempo    |
| ---- | ----------------- | ------- | -------- |
| 1    | Chloe Hosking     | Wiggle  | 2h50'14" |
| 2    | Marta Tagliaferro | ALÉ     | s.t.     |
| 3    | Giorgia Bronzini  | Wiggle  | s.t.     |

| Pos. | Corridore            | Squadra  | Tempo    |
| ---- | -------------------- | -------- | -------- |
| 1    | Evelyn Stevens       | Boels    | 8h19'25" |
| 2    | Katarzyna Niewiadoma | Rabo-Liv | a 3"     |
| 3    | Megan Guarnier       | Boels    | a 16"    |

### 4ª tappa
- 5 luglio: Costa Volpino > Lovere – 98,55 km

Risultati
| Pos. | Corridore             | Squadra      | Tempo   |
| ---- | --------------------- | ------------ | ------- |
| 1    | Tiffany Cromwell      | Canyon       | 2h2'24" |
| 2    | Maria G. Confalonieri | Lensworld    | s.t.    |
| 3    | Aude Biannic          | Poitou-Char. | s.t.    |

| Pos. | Corridore            | Squadra  | Tempo     |
| ---- | -------------------- | -------- | --------- |
| 1    | Evelyn Stevens       | Boels    | 10h21'49" |
| 2    | Katarzyna Niewiadoma | Rabo-Liv | a 3"      |
| 3    | Megan Guarnier       | Boels    | a 13"     |

### 5ª tappa
- 6 luglio: Grosio > Tirano – 77,5 km

Risultati
| Pos. | Corridore            | Squadra | Tempo    |
| ---- | -------------------- | ------- | -------- |
| 1    | Mara Abbott          | Wiggle  | 2h40'23" |
| 2    | Elisa Longo Borghini | Wiggle  | a 37"    |
| 3    | Tatiana Guderzo      | Hitec   | s.t.     |

| Pos. | Corridore            | Squadra | Tempo    |
| ---- | -------------------- | ------- | -------- |
| 1    | Mara Abbott          | Wiggle  | 13h02'52 |
| 2    | Megan Guarnier       | Boels   | a 10"    |
| 3    | Elisa Longo Borghini | Wiggle  | a 15"    |

### 6ª tappa
- 7 luglio: Andora > Alassio – 118,6 km

Risultati
| Pos. | Corridore            | Squadra  | Tempo    |
| ---- | -------------------- | -------- | -------- |
| 1    | Evelyn Stevens       | Boels    | 3h47'42" |
| 2    | Megan Guarnier       | Boels    | a 6"     |
| 3    | Anna van der Breggen | Rabo-Liv | a 19"    |

| Pos. | Corridore      | Squadra | Tempo     |
| ---- | -------------- | ------- | --------- |
| 1    | Megan Guarnier | Boels   | 16h50'41" |
| 2    | Mara Abbott    | Wiggle  | a 46"     |
| 3    | Evelyn Stevens | Boels   | 1'03"     |

### 7ª tappa

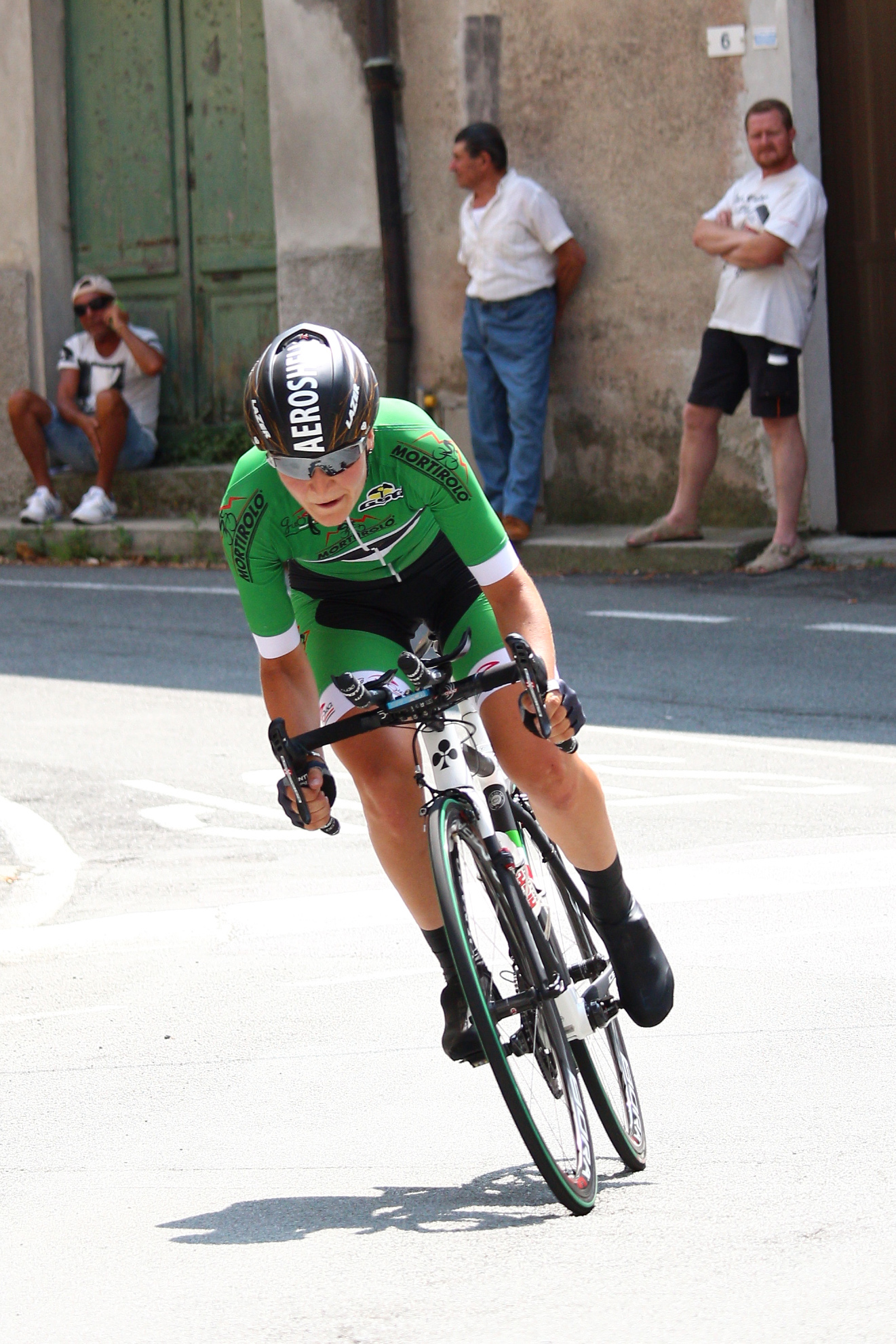
Elisa Longo Borgini all'altezza di Stella San Martino

- 8 luglio: Albisola > Varazze – 21,9 km

Risultati
| Pos. | Corridore            | Squadra  | Tempo  |
| ---- | -------------------- | -------- | ------ |
| 1    | Evelyn Stevens       | Boels    | 36'21" |
| 2    | Anna van der Breggen | Rabo-Liv | a 4"   |
| 3    | Elisa Longo Borghini | Wiggle   | a 4"   |

| Pos. | Corridore            | Squadra  | Tempo     |
| ---- | -------------------- | -------- | --------- |
| 1    | Megan Guarnier       | Boels    | 17h27'31" |
| 2    | Evelyn Stevens       | Boels    | a 34"     |
| 3    | Anna van der Breggen | Rabo-Liv | a 1'53"   |

### 8ª tappa
- 9 luglio: Rescaldina > Legnano – 99,35 km

Risultati
| Pos. | Corridore             | Squadra   | Tempo    |
| ---- | --------------------- | --------- | -------- |
| 1    | Giorgia Bronzini      | Wiggle    | 2h28'48" |
| 2    | Marta Bastianelli     | ALÉ       | s.t.     |
| 3    | Maria G. Confalonieri | Lensworld | s.t.     |

| Pos. | Corridore            | Squadra  | Tempo     |
| ---- | -------------------- | -------- | --------- |
| 1    | Megan Guarnier       | Boels    | 19h56'19" |
| 2    | Evelyn Stevens       | Boels    | a 34"     |
| 3    | Anna van der Breggen | Rabo-Liv | a 1'53"   |

### 9ª tappa

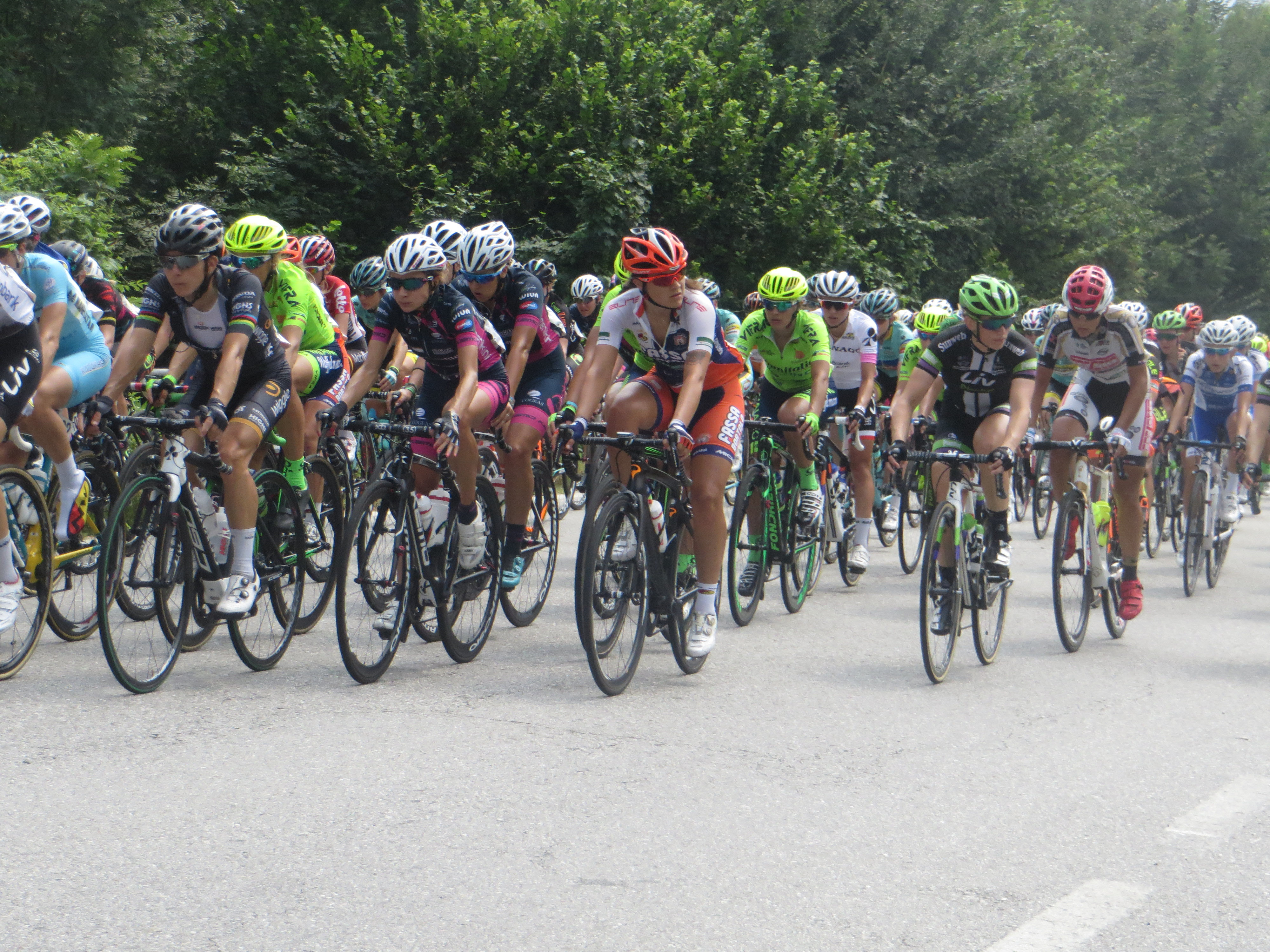
Il gruppo all'altezza di Mergozzo

- 10 luglio: Verbania > Verbania – 104,8 km

Risultati
| Pos. | Corridore             | Squadra     | Tempo    |
| ---- | --------------------- | ----------- | -------- |
| 1    | Thalita de Jong       | Rabo-Liv    | 2h44'24" |
| 2    | Riejanne Markus       | Liv-Plantur | a 1'05"  |
| 3    | Maria G. Confalonieri | Lensworld   | s.t.     |

| Pos. | Corridore            | Squadra  | Tempo     |
| ---- | -------------------- | -------- | --------- |
| 1    | Megan Guarnier       | Boels    | 22h42'40" |
| 2    | Evelyn Stevens       | Boels    | a 34"     |
| 3    | Anna van der Breggen | Rabo-Liv | a 1'53"   |

## Evoluzione delle classifiche
| Tappa              | Vincitrice         | Classifica generale Maglia rosa | Classifica a punti Maglia ciclamino | Classifica GPM Maglia verde | Classifica giovani Maglia bianca | Classifica italiane Maglia azzurra |
| ------------------ | ------------------ | ------------------------------- | ----------------------------------- | --------------------------- | -------------------------------- | ---------------------------------- |
| Prol.              | Leah Kirchmann     | Leah Kirchmann                  | Leah Kirchmann                      | Non assegnata               | Katarzyna Niewiadoma             | Barbara Guarischi                  |
| 1ª                 | Giorgia Bronzini   | Megan Guarnier                  | Megan Guarnier                      | Elisa Longo Borghini        | Katarzyna Niewiadoma             | Giorgia Bronzini                   |
| 2ª                 | Evelyn Stevens     | Evelyn Stevens                  | Megan Guarnier                      | Evelyn Stevens              | Katarzyna Niewiadoma             | Elisa Longo Borghini               |
| 3ª                 | Chloe Hosking      | Evelyn Stevens                  | Megan Guarnier                      | Elisa Longo Borghini        | Katarzyna Niewiadoma             | Elisa Longo Borghini               |
| 4ª                 | Tiffany Cromwell   | Evelyn Stevens                  | Megan Guarnier                      | Elisa Longo Borghini        | Katarzyna Niewiadoma             | Elisa Longo Borghini               |
| 5ª                 | Mara Abbott        | Mara Abbott                     | Megan Guarnier                      | Elisa Longo Borghini        | Katarzyna Niewiadoma             | Elisa Longo Borghini               |
| 6ª                 | Evelyn Stevens     | Megan Guarnier                  | Megan Guarnier                      | Elisa Longo Borghini        | Katarzyna Niewiadoma             | Tatiana Guderzo                    |
| 7ª                 | Evelyn Stevens     | Megan Guarnier                  | Megan Guarnier                      | Elisa Longo Borghini        | Katarzyna Niewiadoma             | Tatiana Guderzo                    |
| 8ª                 | Giorgia Bronzini   | Megan Guarnier                  | Megan Guarnier                      | Elisa Longo Borghini        | Katarzyna Niewiadoma             | Tatiana Guderzo                    |
| 9ª                 | Thalita de Jong    | Megan Guarnier                  | Megan Guarnier                      | Elisa Longo Borghini        | Katarzyna Niewiadoma             | Tatiana Guderzo                    |
| Classifiche finali | Classifiche finali | Megan Guarnier                  | Megan Guarnier                      | Elisa Longo Borghini        | Katarzyna Niewiadoma             | Tatiana Guderzo                    |

Maglie indossate da altri ciclisti in caso di due o più maglie vinte
- Nella prima tappa la maglia ciclamino è stata indossata da Thalita de Jong e la maglia verde da Anna van der Breggen, rispettivamente seconda e terza classificata nel prologo.[1]

## Classifiche finali

### Classifica generale - Maglia rosa
| Pos. | Corridore            | Squadra     | Tempo     |
| ---- | -------------------- | ----------- | --------- |
| 1    | Megan Guarnier       | Boels       | 22h42'40" |
| 2    | Evelyn Stevens       | Boels       | a 34"     |
| 3    | Anna van der Breggen | Rabo-Liv    | a 1'53"   |
| 4    | Claudia Lichtenberg  | Lotto       | a 2'33"   |
| 5    | Mara Abbott          | Wiggle      | a 2'38"   |
| 6    | Tatiana Guderzo      | Hitec Pr.   | a 3'05"   |
| 7    | Katarz. Niewiadoma   | Rabo-Liv    | a 6'48"   |
| 8    | Leah Kirchmann       | Liv-Plantur | a 15'17"  |
| 9    | Alena Amjaljusik     | Canyon      | a 16'18"  |
| 10   | Ksenija Tuhaj        | BePink      | a 16'20"  |

### Classifica a punti - Maglia ciclamino
| Pos. | Corridore            | Squadra  | Punti |
| ---- | -------------------- | -------- | ----- |
| 1    | Megan Guarnier       | Boels    | 60    |
| 2    | Evelyn Stevens       | Boels    | 52    |
| 3    | Giorgia Bronzini     | Wiggle   | 40    |
| 4    | Anna van der Breggen | Rabo-Liv | 40    |
| 5    | Katarzyna Niewiadoma | Rabo-Liv | 35    |

### Classifica scalatrici - Maglia verde
| Pos. | Corridore            | Squadra  | Punti |
| ---- | -------------------- | -------- | ----- |
| 1    | Elisa Longo Borghini | Wiggle   | 42    |
| 2    | Mara Abbott          | Wiggle   | 35    |
| 3    | Evelyn Stevens       | Boels    | 34    |
| 4    | Katarzyna Niewiadoma | Rabo-Liv | 31    |
| 5    | Claudia Lichtenberg  | Lotto    | 18    |

### Classifica giovani - Maglia bianca
| Pos. | Corridore           | Squadra    | Tempo     |
| ---- | ------------------- | ---------- | --------- |
| 1    | Katarz. Niewiadoma  | Rabo-Liv   | 22h49'28" |
| 2    | Ksenija Tuhaj       | BePink     | a 9'32"   |
| 3    | Alice Maria Arzuffi | Lensworld  | a 20'44"  |
| 4    | Ana Covrig          | Inpa       | a 30'36"  |
| 5    | Nicole Nesti        | Aromitalia | a 38'54"  |

### Classifica italiane - Maglia azzurra
| Pos. | Corridore            | Squadra    | Tempo     |
| ---- | -------------------- | ---------- | --------- |
| 1    | Tatiana Guderzo      | Hitec Pr.  | 22h45'45" |
| 2    | Elisa Longo Borghini | Wiggle     | a 13'34"  |
| 3    | Alice Maria Arzuffi  | Lensworld  | a 24'27"  |
| 4    | Nicole Nesti         | Aromitalia | a 42'37"  |
| 5    | Soraya Paladin       | Top Girls  | a 42'50"  |